# Echeveria valvata
Echeveria valvata är en fetbladsväxtart som beskrevs av Reid Venable Moran. Echeveria valvata ingår i släktet Echeveria och familjen fetbladsväxter. Inga underarter finns listade i Catalogue of Life.